# Prlov (přírodní památka)
Prlov je přírodní památka tvořená trojicí lokalit západně, severně a východně od obce Prlov v okrese Vsetín. Důvodem ochrany jsou květnaté louky s výskytem zvláště chráněných a vzácných druhů květeny. Dle výzkumu z roku 2010 se zde nachází 249 taxonů cévnatých rostlin.